# Federação de Futebol da Mongólia

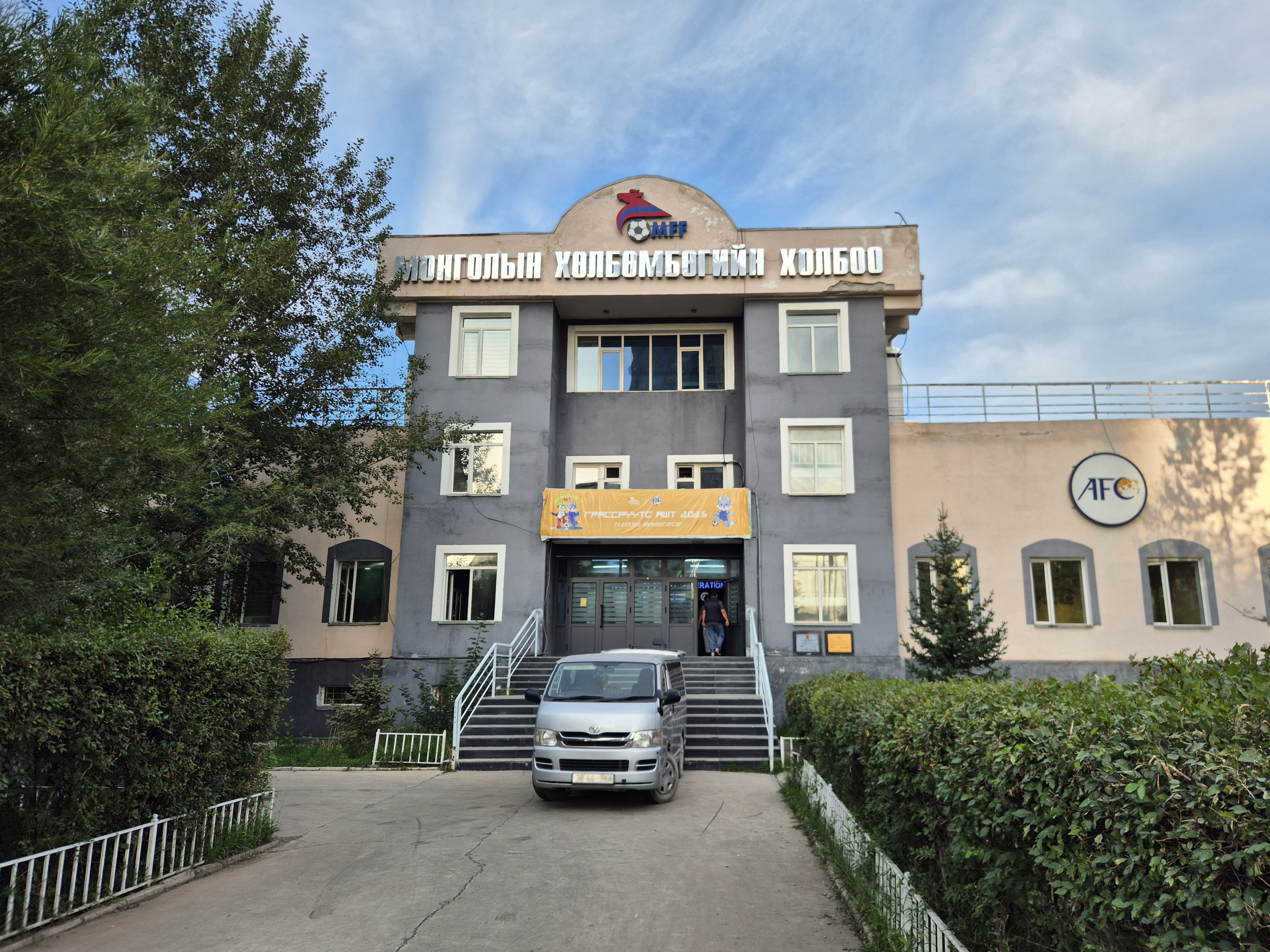
Federação de Futebol da Mongólia

A Federação de Futebol da Mongólia (MFF) (em mongol:  Монголын Хөлбөмбөгийн Холбоо) é o órgão dirigente do futebol da Mongólia, responsável pela organização dos campeonatos disputados no país, bem como os jogos da seleção nacional nas diferentes categorias. Foi fundada em 1959 e é filiada à Federação Internacional de Futebol (FIFA) e à Confederação Asiática de Futebol (AFC) desde 1998. Renchinnyam Byambasuren é o atual presidente da entidade.